# لوريس ارنود
لوريس ارنود (16 أبريل 1987 بسن جرمن آن له في فرنسا - ) (بالفرنسية: Loris Arnaud)‏ هو لاعب كرة قدم فرنسي في مركز الهجوم. لعب مع باريس سان جيرمان ونادي أنجيه ونادي أورليانز ونادي كليرمونت 63 ونادي هانوي لكرة القدم وPSFC Chernomorets Burgas ‏.

## روابط خارجية
- لوريس ارنود على موقع رابطة كرة القدم الفرنسية للمحترفين (الإنجليزية)
- لوريس ارنود على موقع إي إس بي إن إف سي (الإنجليزية)
- لوريس ارنود على موقع قاعدة بيانات كرة القدم.إي يو (الإنجليزية)
- لوريس ارنود على موقع ليكيب (الفرنسية)
- لوريس ارنود على موقع Soccerbase.com (لاعب) (الإنجليزية)
- لوريس ارنود على موقع Soccerway.com (الإنجليزية)